# Ручинский, Мартин
Мартин Ручинский (чеш. Martin Ručinský; род. 11 марта 1971 года, Мост, Чехословакия) — чешский хоккеист, центральный и левый нападающий. В 2015 году завершил карьеру игрока, последним клубом был ХК «Литвинов», выступающий в чешской экстралиге. После окончания карьеры был генеральным менеджером и консультантом сборной Чехии.

## Спортивная карьера

### Клубная карьера
Хоккейную карьеру начал на родине в 1988 году, выступая за команду «Литвинов».
В 1991 году был избран на драфте НХЛ под 20-м общим номером командой «Эдмонтон Ойлерз».
В течение профессиональной клубной игровой карьеры, длившейся 27 лет, играл за команды «Литвинов», «Кейп Бретон Ойлерз», «Галифакс Цитаделс», «Эдмонтон Ойлерз», «Квебек Нордикс», «Всетин», «Колорадо Эвеланш», «Монреаль Канадиенс», «Даллас Старс», «Нью-Йорк Рейнджерс», «Сент-Луис Блюз», «Ванкувер Кэнакс» и «Спарта».
В НХЛ провёл 998 матчей, включая 37 игр плей-офф Кубка Стэнли.
В своём последнем сезоне 2014/2015 помог родному клубу «Литвинов» в первый раз в своей истории стать чемпионом чешской экстралиги. По итогам сезона был признан лучшим хоккеистом Экстралиги 2014/2015.
22 января 2019 года был принят в зал славы чешского хоккея.

### Сборная Чехии
Выступал за сборную Чехии, всего провёл 94 игры. Главным достижением в карьере Ручинского стала золотая медаль Олимпийских игр 1998 в Нагано. 3 раза выигрывал чемпионаты мира, а также становился бронзовым призёром Олимпийских игр 2006 в Турине.

## Статистика
- В НХЛ провёл 998 игр, набрал 626 (250+376) очков
- В Экстралиге Чехии — 484 игры, 354 (166+188) очка
- За сборную Чехии (Чехословакии) — 94 игры, 56 (25+31) очков
- В АХЛ — 42 игры, 25 (12+13) очков
- Всего за карьеру в сборной и клубах — 1618 игр, 1061 (453+608) очко.

## Достижения
- Олимпийский чемпион 1998
- Чемпион мира 1999, 2001, 2005
- Бронзовый призёр Олимпийских игр 2006
- Бронзовый призёр молодёжного чемпионата мира (до 20 лет) 1991
- Чемпион Чехии 2015
- Бронзовый призёр чемпионата Чехии 2009
- Лучший игрок чешской Экстралиги 2015
- Вошёл в символическую сборную ЧМ (до 20 лет) 1991 и ЧМ 1999, 2001